# Fluoridová selektivní elektroda
Fluoridová selektivní elektroda je iontově selektivní elektroda citlivá na koncentraci fluoridových iontů.

## Elektroda z fluoridu lanthanitého
Elektroda z fluoridu lanthanitého má jako citlivý prvek krystal fluoridu lanthanitého (LaF3) dopovaného fluoridem europnatým (EuF2), který vytváří díry v krystalové mřížce. Krystal funguje jako iontový vodič, v němž fluoridové ionty (F−) přeskakují mezi dírami. V elektrochemickém článku může tento krystal sloužit jako membrána oddělující dva roztoky fluoridů. Článek vytváří koncentrační buňku, ve které je iontové transportní číslo pro F− rovno 1. Protože průchod náboje skrz krystal zajišťují téměř výhradně fluoridové ionty, tak je elektroda specifická vůči fluoridům. Jediným významně rušícím iontem je hydroxid (OH−), jehož vliv lze potlačit úpravou pH pod 7.

### Diagram článku
Uspořádání článku je obvykle takovéto:
Ag,AgCl|NaF|LaF3|roztok fluoridu
kde: 
- Hg|½Hg2Cl2|KCl(nas)| je vnější referenční elektroda
- NaF,NaCl|AgCl,Ag| je vnitřní reference ve fluoridové selektivní elektrodě

### Referenční elektroda
Vnitřní elektrolyt má pevně dané složení a celkový potenciál elektrody je dán Nernstovou rovnicí:
E = E0 − RT/F ln aF−,
kde:
- E je naměřený potenciál článku,
- E0 je standardní potenciál článku,
- R je molární plynová konstanta,
- T teplota v kelvinech,
- F Faradayova konstanta (96 485,309 C/mol).
- aF− je aktivita fluoridového iontu.